# Parafia św. Jadwigi i św. Jakuba Apostoła w Lusowie
Parafia pw. Świętej Jadwigi i Świętego Jakuba Apostoła – rzymskokatolicka parafia w archidiecezji poznańskiej w dekanacie przeźmierowskim. Siedziba parafii znajdująca się we wsi Lusowo, w gminie Tarnowo Podgórne, w powiecie poznańskim. Erygowana w XIII wieku. 

## Historia
Wieś Lusowo została przekazana Kościołowi i oddana w zarząd kapitule poznańskiej przez księcia Mieszka III w 1146 roku jako wotum wdzięczności za zwycięstwo nad Władysławem Wygnańcem (oblężenie Poznania). Pierwsza wzmianka o istnieniu kościoła (być może parafialnego) pochodzi z 1244 roku. Dokument erekcyjny parafii został wystawiony przez biskupa poznańskiego Jana Gerbisza w 1288 roku. Początkowo kościół nosił wezwanie św. Jakuba. W 1499 roku bp Wojciech z Bydgoszczy dokonuje poświęcenia nowej świątyni, murowanej, której nadaje tytuł św. Jakuba i św. Jadwigi Śląskiej. W 1913 roku rozpoczęto budowę nowego kościoła, pozostawiając ze starej budowli jedynie prezbiterium. Istniejącą do dziś świątynię konsekrował w 1918 roku kard. Edmund Dalbor. W 2014 roku wydzielono zachodnią część parafii tworząc z niej nową pw. św. Rity w Lusówku. 

## Zasięg parafii
- Batorowo (część),
- Kobylniki,
- Lusowo,
- Sady,
- Swadzim.

## Proboszczowie
- 1730–1748 ks. Stanisław Strzałkowski
- 1748–1756 ks. Szymon Czwardowicz
- 1756–1765 ks. Franciszek Pteczyński
- 1765–1808 ks. Wojciech Mierzewski
- 1808–1822 ks. Łukasz Domaradzki
- 1823 ks. Onufry Tretnik
- 1824 ks. Józef Kozłowski
- 1825–1855 ks. Mikołaj Bątkiewicz
- 1855–1863 ks. Ignacy Sumiński
- 1863–1878 ks. Jan Eweryst Pawłowski
- 1878–1884 ks. Tomasz Pawlicki
- 1884–1886 ks. Antoni Niedbał
- 1886–1898 ks. Maksymilian Dalkowski
- 1898–1905 ks. Mikołaj Goński
- 1905–1906 ks. Antoni Jezierski
- 1906–1928 ks. Ignacy Serdecki
- 1928–1930 ks. Józef Skowronek
- 1930–1940 ks. Antoni Czeszewski
- 1945 ks. Mikołaj Hentrich OMI
- 1945–1965 ks. Kazimierz Dworak
- 1965–1970 ks. Adam Marciniak
- 1970–1977 ks. Alfons Jagodziński
- 1977–2012 ks. Ignacy Karge
- 2012–2023 ks. Dariusz Madejczyk
- od 2023 ks. Rafał Pleszewa[2]